# Drepanepteryx phalaenoides
Het bladbruintje (Drepanepteryx phalaenoides) is een insect uit de familie van de bruine gaasvliegen (Hemerobiidae). 
Deze bruine gaasvlieg is wijdverbreid in het Palearctisch gebied, in open bos met veel onderbegroeiing. De spanwijdte bedraagt 22 tot 32 millimeter. De achterrand van de voorvleugel heeft een bijzondere vorm en loopt spits toe. In rust is het dier gecamoufleerd als een dor blaadje, mede doordat het de kop kan opvouwen tussen de vleugels. Zowel imago als larve eten vooral bladluizen. De vliegtijd is gedurende het gehele jaar.
Drepanepteryx phalaenoides werd vermeld  door Linnaeus in 1758 in de tiende editie van Systema naturae.